# Munkflohögen
Munkflohögen är en by i norra Östersunds kommun i norra Jämtland, belägen i Häggenås distrikt (Häggenås socken), ungefär 25 kilometer norr om Häggenås och 30 kilometer väster om Hammerdal. 
Byn är uppdelad i de intilliggande delarna Västra och Östra Munkflohögen, och är ett gammalt stationssamhälle vid Inlandsbanan med förkortningen 'Mfn'. Det sägs att byn, som grundades 1768, fick sitt namn efter den flo (myr) där en munk drunknade.